# Le Renard (Oliver Twist)
Pour les articles homonymes, voir Le Renard, Renard (homonymie) et Artful Dodger.
Le Renard (The Artful Dodger) est un personnage de l'œuvre de Charles Dickens, Oliver Twist. Le Renard, de son vrai nom Jack Dawkins, est le jeune pickpocket qui trouve Oliver lorsqu'il arrive à Londres. Très habile, il est le chef de la bande de voleurs du vieux Fagin.

## Au cinéma
Dans le film Oliver Twist de Frank Lloyd sorti en 1922, le rôle est tenu par Edouard Trebaol.
Dans le film Oliver ! de Carol Reed sorti en 1968, le rôle est tenu par Jack Wild.
Dans l'adaptation cinématographique de Roman Polanski, en 2005, le rôle du Renard (ici appelé "Parfait Coquin")[réf. nécessaire] est confié à Harry Eden.
Dans la série télévisée australienne Le Renard : Prince des voleurs diffusée en 2023, le rôle du Renard (Jack Dawkins) est confié à Thomas Brodie-Sangster.

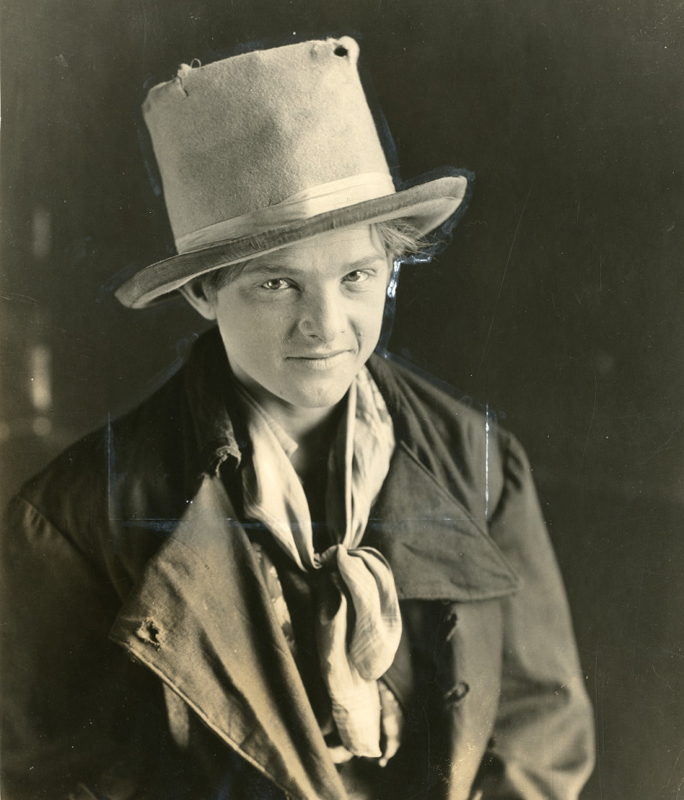
Edouard Trebaol dans le film Oliver Twist en 1922.
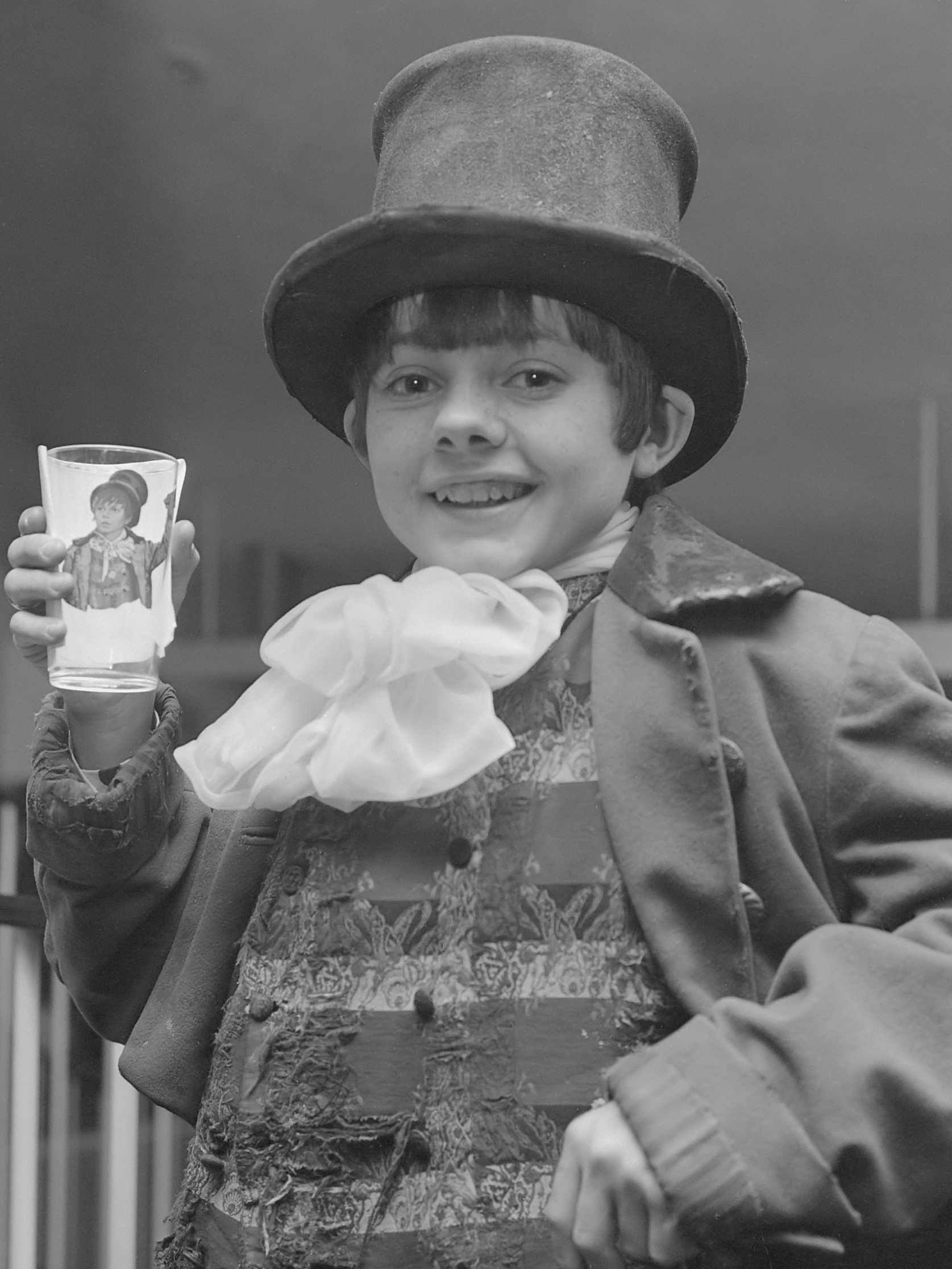
Jack Wild dans le film Oliver ! en 1968.